# 杜嶠
杜嶠（1441年—？），字宗岳，浙江寧波府鄞縣人，明朝政治人物。進士出身。

## 生平
浙江鄉試第四十四名。天順八年（1464年）甲申科會試第九十四名，殿試登進士第二甲第六十一名。

## 家族
曾祖父杜時中。祖父杜彥昇。父亲杜謨，曾任教諭。